# Carlos Randall
Carlos Roberto da Silva (Santa Helena de Goiás, 18 de junho de 1952), mais conhecido como Carlos Randall, é um compositor, cantor, intérprete e empresário brasileiro.
Com uma carreira de mais de 50 anos, tem mais de 3.000 músicas gravadas, tendo conquistado dois Grammys Latinos.
É primo do ex-cantor Lindomar Castilho.

## Carreira
Suas canções foram gravadas por dezenas de artistas sertanejos, entre eles Leandro & Leonardo, Chrystian & Ralf, Carmem Silva, Gian & Giovani, Chitãozinho & Xororó, Sandy & Junior, Edson & Hudson, Eduardo Costa, Trio Parada Dura, Gino & Geno, Daniel, Marília Mendonça, Gusttavo Lima. O cantor espanhol Julio Iglesias também está em sua lista de clientes.
Entre suas composições de sucesso estão "Muda de vida" (1991), "Porque você não liga" (1992), "Sai dessa, coração" (1993), "Será que o que ela quer sou eu?" (1993), "A gente fica sem se amar" (1994) e "Só mais uma vez" (1995). Uma das composições pela qual ficou muito conhecido foi "Dois Corações e Uma História", composta em parceria com Danimar e gravada pela dupla Zezé Di Camargo & Luciano.
Em 2022, afirmou que se recusa a fazer show em sua cidade natal por ter medo de represália do primo, Lindomar Castilho.

### Discografia
- (2011) Os Randaus
- (1993) Randall e Michell
- (1990) Randall e Dimarco

## Vida pessoal
Em 30 de março de 1981, ele tocava num bar em São Paulo com a cantora Eliane de Grammont, que havia sido casada com seu primo, Lindomar Castilho. Lindomar foi até o local por suspeitar de um relacionamento amoroso entre os dois e acabou matando Eliane com cinco tiros. Um dos tiros também acertou Carlos na barriga, que havia se colocado à frente de Eliane para protegê-la. Com a ajuda do dono da boate, Randall conseguiu desarmar o assassino.

Em agosto 2020 ele relembrou o crime numa entrevista para o Balanço Geral e disse que sentia uma pena muito grande por Eliane ter perdido a vida e que lamentava ter feito parte desta violência. "Eu e o Lindomar temos que carregar esta morte nas costas", disse. "Somos os únicos culpados".